# Партия бедняков (Мексика)
Партия бедных (исп. Partido de los Pobres; абр. PdlP) — изначально левая политическая партия в Мексике, позже партизанская группировка, применяющая террористические методы борьбы. Вела боевые действия на стороне оппозиции во время мексиканской Грязной войны. Существовала в период между 1967 и 1974 годами. Партия известна похищением сенатора и кандидата в губернаторы от штата Герреро — Рубена Фигероа Фигероа[исп.].
Основана Лусио Кабаньясом в 1967 году в городе Атояк-де-Альварес (регион Коста-Гранде[исп.], штат Герреро). Её вооружённым крылом была Крестьянская бригада правосудия (справедливости, исп. Brigada Campesina de Ajusticiamiento). Она вела вооружёную борьбу в радиусе 200 км2 от Сьерра-де-Атояк, принимая помощь от крестьянских общин. В основном Крестьянская бригада правосудия вела борьбу в горах штата Герреро.
После убийства правительством Мексики Лусио Кабаньяса и других ключевых фигур повстанческого движения 2 декабря 1974 года партия фактически прекратила существование. Идеи партии и её наследие до сих пор популярны среди мексиканских леворадикалов.

## Образование партии
По наиболее распространенной версии, автором которой является Авила Коронель и по свидетельствам самих членов партии её появление связано с резнёй 18 мая 1967 года в муниципалитете Атояк, штата Герреро, в результате резни погибло 5 человек и 27 получили ранения. Предположительно лидером Партии бедных тогда был местный житель Хуан Гарсия Галеана, владелец хозяйственного магазина. После этого события Лусио Кабаньяс выбрал путь насильственной борьбы. Некоторые считают что резня была лишь поводом для начала насильственной борьбы, Авила Коронель пишет:
«Многие подумают, что конфликт, приведший к резне против людей на гражданской площади в Атояке-де-Альварес, Герреро, 18 мая 1967 года, стал причиной вооруженного восстания Лусио Кабаньяса. Но борьба и её партизанская концепция уже были предвидены в общинах, где он работал учителем начальной школы. Вот почему его приняли, вот почему за ним последовали сотни молодых людей, в том числе некоторые из его бывших учениц, даже несколько женщин, которые проявили доблесть в боях и которые сопровождали его до его смерти.»

## Идеология партии
Политический идеал Партии, датируемый 1973 годом гласит, что она стремится к социалистической революции в Мексике. В заявлении, опубликованном в марте 1973 года, партия излагает 12 пунктов, в которых они декларируют свою экономическую модель, основанную на распределении ресурсов и создании рабочих мест для крестьян, в заявлении партия также требуют закрытие средств массовой информации, говоря что они «буржуазные инструменты контроля». Партия заимствует идеи у Эрнесто Че Гевары, который был важным идеологическим ориентиром для Партии бедняков и Че Гевара указывал на важность географической среды как тактического элемента для развития партизан, эту идею также будет использовать Партия бедняков во время своей вооруженной борьбы, слова Че Гевары:
«Все дело в ночной жизни. Защищенные знанием местности, партизаны ходят ночью, занимают позиции, атакуют врага и отступают. Отступая, ожидая чего-то, снова вступая в бой, снова отступая, выполнили свою конкретную миссию. Таким образом, армия может истекать кровью часами или днями. Все это указывает на то, что партизаны будут действовать в суровых и малонаселенных местах, борьба народа за свои притязания предпочтительно и даже почти исключительно лежит в плоскости изменения социального состава землевладения., то есть партизан — это, по сути и в первую очередь, наемный убийца. аграрный революционер.»
Во втором обращении Партия обвиняет Правительство Луиса Эчеверриа, постоянных убийствах студентов-революционеров, рабочих, крестьян и других противников режима. объявили что правящая Институционно-революционная партия коррумпированная и оставили сельские общины Герреро как и всю страну без помощи. В следующем обращении они выдвинули ультиматум в котором требовали отставку губернатора Герреро, а также увольнение полицейских штата Герреро, члены движения обвиняли их в жестоком обращении с гражданским революционно настроенным населением. Партия заявляла о своих связях с известными мексиканскими революционерами времён Мексиканский революции 1910 года, а именно: Эмилиано Сапати и Франсиско Вилья.

## Крестьянская бригада правосудия
Крестьянская бригада правосудия (справедливости), которая являлась военным крылом Партии бедняков, проводила вооруженные акции: засады на армию и полицию, грабежи банков и других крупных предприятий, а также похищения политиков, государственных работников, предпринимателей которые поддерживали репрессий в Мексике. Всего в вооруженном крыле насчитывалось около 350 человек. В январе 1972 года Крестьянская бригада правосудия похитила директора средней школы № 2 Лос-Анджелеса с целью заставить его опубликовать новость о партизанах и предать их известности. Мексиканское правительство цензурировала все новости о партизанах, в том числе о их идеях и целях, и причинах их возникновения. В этом обращении были раскрыты цели Партии, в том числе была опровергнута версия о том что Партия являлась преступной группировки которая занимается преступлениями (например, угон скота). В 1971 году за три похищение в качестве выкупа группировка получила миллионы песо. Двое из похищенных были близкими друзьями президента Мексики. ЦРУ считает что Партия бедняков возможно причастна к падению вертолёта в апреле 1971 года, в результате которого погиб губернатор штата Герреро — Каритино Мальдонадо Перес[исп.].
От Правительства и военных поступали заявления, что партия бедняков совершает военные преступления, майор в отставке Элиас Алькарас участвовавший в антипартизанских операциях против Партии бедняков говорил что они часто казнили пленных солдат. Заявлял что однажды партизаны убили жениха на его свадьбе, так как невеста отказалась выйти замуж за одного из членов группировки. В 1973 году Крестьянская бригада правосудия похитила Франсиско Санчеса Лопеса и убила его, когда узнала, что его семья отказалась платит выкуп. По приказу президента Мексики Густаво Диаса Ордаса в начале 1971 года все четыре армейских батальона дислоцировавшихся в штате были задействованы для уничтожения повстанцев. в середине 1972 года Партия бедняков смогла победить мексиканскую армию, в ходе двух засад было ликвидировано 26 солдат и получено 50 единиц вооружения. Посольство США заявляло о массовых задержаниях в Герреро лиц подозреваемых в помощи повстанцами, сообщалось что в ходе допросов имели место пытки. По подсчетам мексиканских правозащитников количество пропавших без вести ненадежных элементов, местных жителей, членов семей повстанцев измеряется сотнями. Численность войск в штате противостоявшая повстанцам измерялась десятками тысяч.

### Падение бригады
Весь 1973 и большую часть 1974 года попытки уничтожить группировку терпели неудачу, в основном из-за того что Кабаньяс пользовался поддержкой местного населения. В апреле 1973 года, после того как Мексиканская армия заявляла об очередном сильном ударе в сторону «бандитов» в Герреро, американское посольство заявляло: «Очевидно, что Кабаньяс и его группа свободно действуют в Герреро». Одним из самых главных противников Партий бедняков был Рубен Фегороа Фегороа — сенатор и будущий губернатор Герреро, который был частично ответственен за большую часть репрессий, с которыми столкнулись партизаны в 1960-х и 1970-х годах. 30 мая 1974 года, Партия бедных похитила Фигероа, который ранее публично высмеивал Кабаньяса и его партию. Схватили его, и четырёх его помощников. Рубен Фигероа Фигероа был освобождён примерно через три месяца после похищения. После освобождение Рубен встал на пост губернатора и начал усиленные репрессии против бригады, правительство выделило на их подавления больше войск, в результате повстанцы были разгромлены, фактическим прекращением их существования послужил расстрел Кабаньяса и нескольких других ключевых фигур в партий 2 декабря 1974 года.

## Наследие движения
После фактического уничтожения партии некоторые её осколки объединились с воюющей Революционной подпольной партией трудящихся (PROCUP, образованной в 1971 году). Которая сочетала в себе идеи маоизма и марксизма-ленинизма. К 1980 годам они достригли единства и образовали PROCUP-Pdlp, группировка на протяжении 1980-х и начала 1990-х продолжала проводить акций занимаясь грабежами и убийствами мелких государственных служащих. В 1985 году люди, называющие себя «Партией бедных», похитили лидера Объединённой социалистической партий Мексики[англ.] (до того — Мексиканской коммунистической партии) Арнольдо Мартинеса Вердуго. Давид Кабаньяс Барриентос, брат Лусио, стал одним из главных людей PROCUP-PdlP и в 1990 году был арестован по подозрению в причастности к убийству. Партия распалась в 1996 году, объединившись с другими воюющими группировками, такими как Народно-революционная армия и Ejército Revolucionario del Pueblo Insurgente.
В наше время наблюдается рост популярности Кабаньяса среди мексиканских левых сил, его начале почитать как Эрнесто Че Гевару. В 1990-х на окраинах многих городов Герреро можно было увидеть граффити и плакаты восхваляющие Кабаньяса и его Партию. Кабаньяса сравнивают с Робин Гудом. Партию и её лидера окружают множество городских легенд, например одна из них гласит что Кабаньяс окружил себя кучей женщин-телохранитель, другая что он всегда носил с собой мешок с деньгами и раздавал их всем нуждающимся.

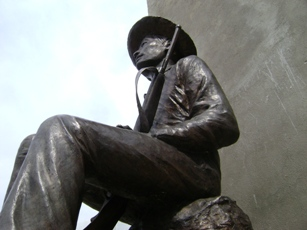
Статуя Лусо Кабаньяса в Атояк-де-Альварес

В 2002 году семья Кабаньяса нашла его тело в безымянной могиле, его смогли узнать с помощью теста ДНК. около 1000 человек собрались на улицу чтобы отметить годовщину его смерти — 2 января. Его останки были помещены в обелиск на центральной площади Атояк--де-Альварес, памятник был установлен без разрешения от властей. Позже на этом месте будет установлена статуя Кабаньяса. Это место стало важным для местных левых движений, после того как Росио Месино Месино (лидер Крестьянской организации Южной Сьерра-Мадре) был застрелен в Атояк-де-Альварес, его тело положили у подножия статуи, к которой пришли люди чтобы с ним проститься.
В последние годы в Мексике появились левые группировку взявшие име Кабаньяса, например: Революционное движение Лусио Кабаньяса Барриентоса, Общественный гражданский совет Лусио Кабаньяса Барриентоса, Командование правосудия Лусио Кабаньяса.
В 1997 году ныне покойный мексиканский писатель Карлос Монтемайор[англ.] рассказал историю Партии бедняков в своем романе «Guerra en el Paraíso». В 2005 году вышел документальный фильм «La guerrilla y la esperanza: Lucio Cabañas», в нём рассказывается о Кабаньясе и о его партии.
В результате Нарковойны в Мексике, 3 июля 2011 года на улице была застрелена двумя мужчинами Изабель Анайя Наву — вдова Лусио Кабаньяса.